# Isaías Coelho
Isaías Coelho este un oraș în Piauí (PI), Brazilia.